# Гальвдан Щедрий на Золото, але Скнарий на Їжу
Гальвдан Щедрий на Золото, але Скнарий на Їжу (давньоскан. Hálfdan hinn mildi ok hinn matarilli) — напівлегендарний конунг Вестфоллу і Раумарікі з роду Інґлінґів.

## Родовід
- Гальвдан Біла Кістка, конунг Солеяру, Вестфоллу, Гедмарку, Румеріке і Вестфоллу
  -  Ейстейн Гальвданссон, конунг Вестфоллу і Румеріке
    -  Гальвдан Щедрий на Золото, але Скнарий на Їжу, конунг Вестфоллу і Румеріке
      -  Ґудрьод Мисливець, конунг Вестфоллу
        -  Гальвдан Чорний, конунг Вестфоллу (спільно з братом) і Аґдеру
        -  Олав Ґейрстад-Альв, конунг Вестфоллу (спільно з братом)

  -  Ґудрьод, конунг Гедмарку

## Життєпис
Про нього відомо дуже мало. В «Колі Земному», в «Сазі про Інґлінґів» ісландського скальда Сноррі Стурлусона йому присвячена лише одна коротка частина.
Гальвдан був одружений з Лів Даґсдоттір, донькою конунга Вестмару. У них народився єдиний син Ґудрьод Гальвдансон.
Своє прізвисько він отримав через те, що, за чутками, він давав своїм людям стільки золота, скільки інші давали срібла, але він позбавив їх їжі. Щодо його діяльності немає жодних відомостей крім рядка про те, що він був видатним військовим, вікінгом, і завойовував неназвані володіння.
Сноррі згадує, що його основним місцем проживання була садиба Гольтар, імовірно це біля селища Борре у сучасному Гортені. У тому ж селищі він похований в кургані поряд з батьком.